# オベロイ・ホテルズ&リゾーツ

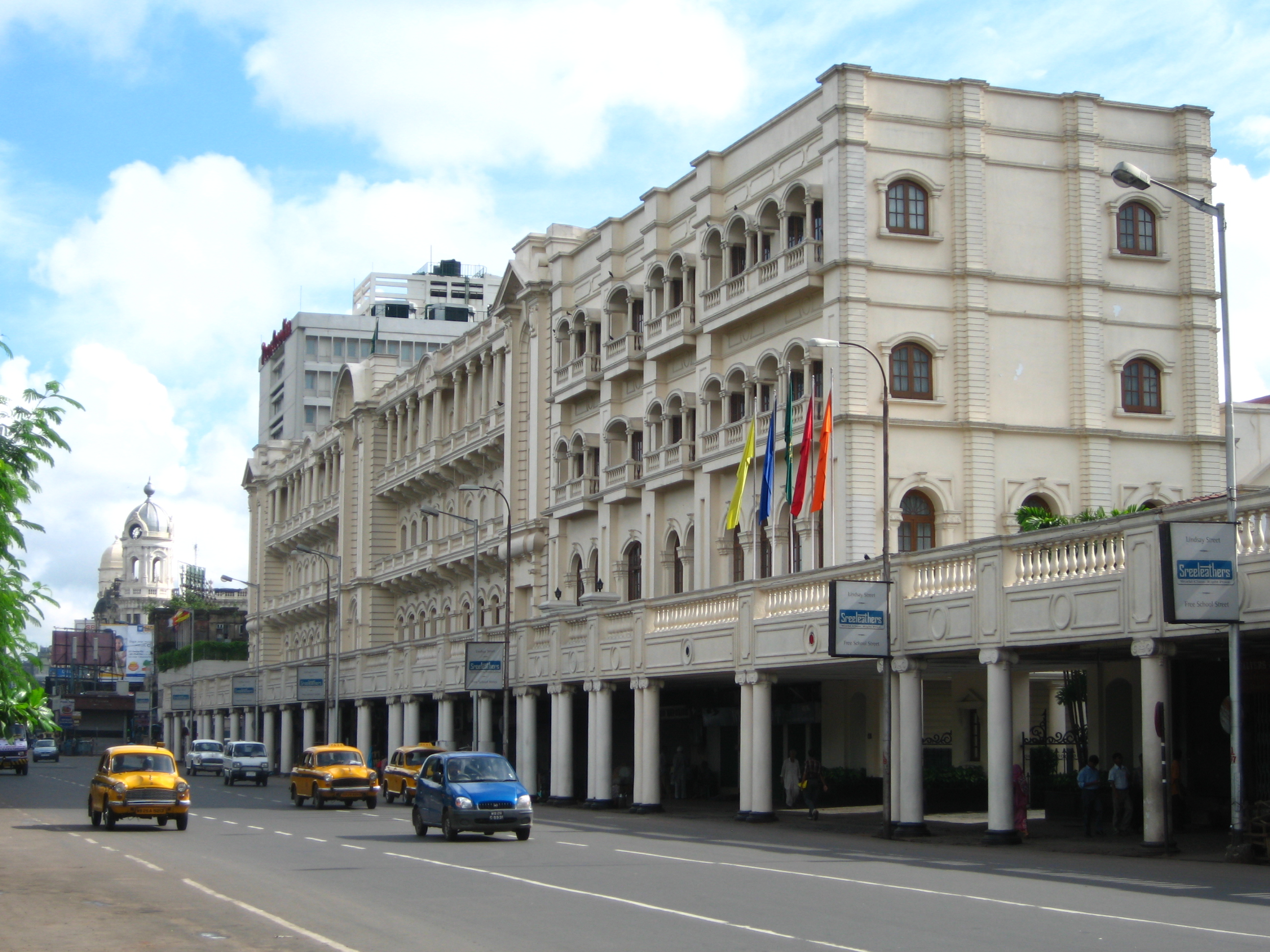
オベロイ・グランド・コルカタ

オベロイ・ホテルズ&リゾーツ（Oberoi Hotels & Resorts）は、5つの国でホテルとクルーズ客船を展開する高級ホテルチェーン。

## 概要
オベロイ・ホテル&リゾートは、1934年にライモハンシン・オベロイ(1898年-2002年)によって設立されたインドの企業グループ。オベロイグループにはトライデント・ホテルズもある。
2008年11月26日のムンバイ同時多発テロにおいて、 オベロイグループのジ・オベロイ，ムンバイとトライデント・ナリマン・ポイント，ムンバイがテロリストに占領された。この2軒のホテルはムンバイのナリマン・ポイントに並んで建っている。

## オベロイホテル一覧

### アジア
- インド
  - ジ・オベロイ・ニューデリー（The Oberoi, New Delhi）
  - ジ・オベロイ・ムンバイ（The Oberoi, Mumbai）
  - ジ・オベロイ・バンガロール（The Oberoi, Bangalore）
  - オベロイ・グランド・コルカタ（The Oberoi Grand, Kolkata）
  - オベロイ・アマールヴィラス・アグラ（The Oberoi Amarvilas, Agra）
  - オベロイ・ラージヴィラス・ジャイプール（The Oberoi Rajvilas, Jaipur）
  - オベロイ・ウダイヴィラス・ウダイプール（The Oberoi Udaivilas, Udaipur）
  - オベロイ・ヴァーニャヴィラス・ランタンボーレ（The Oberoi Vanyavilas, Ranthambhore）
  - ワイルドフラワーホール・イン・ザ・ヒマラヤ（Wildflower Hall,Shimla in the Himalayas）
  - オベロイ・セシル・シムラー（The Oberoi Cecil, Shimla）
  - The Oberoi, Motor Vessel Vrinda, Kerala

- インドネシア
  - ジ・オベロイ・バリ（The Oberoi, Bali）
  - ジ・オベロイ・ロンボク（The Oberoi, Lombok）

### 中東・アフリカ
- エジプト
  - メナ・ハウス・オベロイ・カイロ（Mena House Oberoi, Cairo）
  - オベロイ・サール・ハシーシュ（The Oberoi, Sahl Hasheesh,Red Sea,Egypt）
  - オベロイ・フィラエ・ナイル・クルーザー（The Oberoi Philae, Nile Cruiser）
  - The Oberoi Zahra, Luxury Nile Cruiser

- サウジアラビア
  - ジ・オベロイ・メディナ（The Oberoi, Madina）

- モーリシャス
  - ジ・オベロイ・モーリシャス（The Oberoi, Mauritius）

## グループホテル
- トライデント・ホテルズ（Trident Hotels）
- メイデンス・ホテル（Maidens Hotel）
- クラークス・ホテル（Clarke's Hotel）